# Stephen Tobolowsky
Stephen Harold Tobolowsky (Dallas, 1951. május 30. –) amerikai színész.

## Fiatalkora és tanulmányai
Dallasban született orosz-lengyel zsidó családban.
Tehetségesnek mutatkozott a baseballban, de egy súlyos gyermekkori betegség megszakította sportolói karrierjét, mielőtt az elkezdődhetett volna. A Justin F. Kimball High Schoolban és a Southern Methodist Universityn végzett. 1975-ben mesterdiplomát szerzett az Illinois-i Egyetemen.
Unokatestvére a korábbi dallasi ügyvédnek, Ira Tobolowsky-nak, akit 2016-ban meggyilkoltak otthonában - ez máig megoldatlan rejtély.
Egy másik unokatestvére (és Ira testvére) George Tobolowsky szobrász.
Stephen Tobolowsky A Cast of Thousands nevű zenekarban is játszott, amelynek két dala, a "Red, White and Blue" és az "I Heard a Voice Last Night" szerepelt a helyi zenekarok A New Hi című válogatásán. Mindkét dalban Steve Vaughan gitározott, aki később Stevie Ray Vaughan néven vált ismertté.

## Pályafutása
Tobolowsky több mint 200 filmben, valamint számos televíziós műsorban szerepelt. Színházban is dolgozott, rendezett és játszott színdarabokban New Yorkban, San Franciscóban és Los Angelesben. Vendégszereplőként felbukkant a Christine kalandjai című vígjátéksorozatban főszerepben Julia Louis-Dreyfusszal, ahol Merrow igazgatót alakította.

## Filmográfia

### Film
| Év   | Magyar cím                                 | Eredeti cím                                     | Szerep                                    | Magyar hang            |
| ---- | ------------------------------------------ | ----------------------------------------------- | ----------------------------------------- | ---------------------- |
| 1977 |                                            | Keep My Grave Open                              | Robert                                    |                        |
| 1984 | Második műszak                             | Swing Shift                                     | French deMille / narrátor                 |                        |
| 1984 | Az idő pallosa – A Philadelphia kísérlet   | The Philadelphia Experiment                     | Barney                                    | Görög László           |
| 1984 | Az idő pallosa – A Philadelphia kísérlet   | The Philadelphia Experiment                     | Barney                                    | Juhász György          |
| 1986 | Senki bolondja                             | Nobody's Fool                                   | Kirk                                      | Melis Gábor            |
| 1987 | Űrgolyhók                                  | Spaceballs                                      | rajparancsnok                             | Melis Gábor            |
| 1988 | Lángoló Mississippi                        | Mississippi Burning                             | Clayton Townley                           | Trokán Péter           |
| 1988 | Lángoló Mississippi                        | Mississippi Burning                             | Clayton Townley                           | Varga T. József        |
| 1988 | Lángoló Mississippi                        | Mississippi Burning                             | Clayton Townley                           | Seder Gábor            |
| 1988 | Lángoló Mississippi                        | Mississippi Burning                             | Clayton Townley                           | Berzsenyi Zoltán       |
| 1988 |                                            | Two Idiots in Hollywood                         | ügyvéd                                    |                        |
| 1988 | Nehéz eset                                 | Checking Out                                    | gyógyszerész                              | Breyer Zoltán          |
| 1989 | Kasszafúrók                                | Breaking In                                     | kerületi ügyész                           |                        |
| 1989 | A rock'n'roll ördöge                       | Great Balls of Fire!                            | Jud Phillips                              | Salinger Gábor         |
| 1989 | A rock'n'roll ördöge                       | Great Balls of Fire!                            | Jud Phillips                              | Háda János             |
| 1989 | Az ellenség földjén                        | In Country                                      | Pete                                      | Orosz István           |
| 1990 | Palimadár                                  | Bird on a Wire                                  | Joe Weyburn                               | Pathó István           |
| 1990 | Palimadár                                  | Bird on a Wire                                  | Joe Weyburn                               | Bognár Zsolt           |
| 1990 | Gyerekes szerelem                          | Funny About Love                                | Hugo                                      | Beregi Péter           |
| 1990 | Gyerekes szerelem                          | Funny About Love                                | Hugo                                      | Kőszegi Ákos           |
| 1990 | Siker teszi az embert                      | Welcome Home, Roxy Carmichael                   | Bill Klepler polgármester                 | Várkonyi András        |
| 1990 | Svindlerek                                 | The Grifters                                    | ékszerész                                 | Juhász Jácint          |
| 1990 |                                            | Mirror, Mirror                                  | Mr. Anderson                              |                        |
| 1991 | Thelma és Louise                           | Thelma & Louise                                 | Max                                       | Rosta Sándor           |
| 1992 | Bilincsbe verve                            | Wedlock                                         | Holliday börtönigazgató                   | Cs. Németh Lajos       |
| 1992 | Bilincsbe verve                            | Wedlock                                         | Holliday börtönigazgató                   | Tarján Péter           |
| 1992 | Elemi ösztön                               | Basic Instinct                                  | Dr. Lamott                                | Varga T. József        |
| 1992 | Bárhol ér a reggel                         | Where the Day Takes You                         | Charles                                   |                        |
| 1992 | Mondvacsinált hős                          | Hero                                            | Wallace                                   | Várkonyi András        |
| 1992 | Semmit a szemnek                           | Memoirs of an Invisible Man                     | Warren Singleton                          | Orosz István           |
| 1992 | Egyedülálló nő megosztaná                  | Single White Female                             | Mitchell Myerson                          | Sinkovits-Vitay András |
| 1992 | Egyedülálló nő megosztaná                  | Single White Female                             | Mitchell Myerson                          | Józsa Imre             |
| 1992 |                                            | Roadside Prophets                               | Ranger Bob                                |                        |
| 1992 | Komputerkémek                              | Sneakers                                        | Dr. Werner Brandes                        | Varga T. József        |
| 1993 | Josh és S.A.M.                             | Josh and S.A.M.                                 | Thom Whitney                              | Rudas István           |
| 1993 | Marilyn mosolya                            | Calendar Girl                                   | Antonio Gallo                             | Csuja Imre             |
| 1993 | Galaktikus uborka                          | The Pickle                                      | Mike Krakower                             |                        |
| 1993 | Rómeó vérzik                               | Romeo Is Bleeding                               | kerületi ügyész                           |                        |
| 1993 | Idétlen időkig                             | Groundhog Day                                   | Ned Ryerson                               | Kerekes József         |
| 1994 |                                            | Trevor (rövidfilm)                              | Jon atya                                  |                        |
| 1994 | Apám, a hős                                | My Father the Hero                              | Mike                                      | Pusztaszeri Kornél     |
| 1994 | Apám, a hős                                | My Father the Hero                              | Mike                                      | Háda János             |
| 1994 | Gyilkosság egyenes adásban                 | Radioland Murders                               | Max Applewhite                            |                        |
| 1995 | Dr. Jekyll Junior                          | Dr. Jekyll and Ms. Hyde                         | Oliver Mintz                              | Balázs Péter           |
| 1995 | Az őrület fészke                           | Murder in the First                             | Mr. Henkin                                | Bolla Róbert           |
| 1996 | Tisztítótűz                                | The Glimmer Man                                 | Christopher Maynard                       | R. Kárpáti Péter       |
| 1996 |                                            | Power 98                                        | Rick Harris                               |                        |
| 1996 | Úton hazafelé 2. – Kaland San Franciscóban | Homeward Bound II: Lost in San Francisco        | Bando (hangja)                            |                        |
| 1997 | Pancserek a pácban                         | The Curse of Inferno                            | Lonnie Martin                             |                        |
| 1997 | Mr. Magoo                                  | Mr. Magoo                                       | Chuck Stupak FBI-ügynök                   | Borbély László         |
| 1998 |                                            | An Alan Smithee Film: Burn Hollywood Burn       | Bill Bardo                                |                        |
| 1998 | Fekete kutya                               | Black Dog                                       | McClaren ATF-ügynök                       | Mertz Tibor            |
| 1998 |                                            | The Jungle Book: Mowgli's Story                 | Tabaqui (hangja)                          |                        |
| 1998 |                                            | Around the Fire                                 | Doc                                       |                        |
| 1998 |                                            | The Brave Little Toaster Goes to Mars           | Számológép (hangja)                       |                        |
| 1999 | A bennfentes                               | The Insider                                     | Eric Kluster                              | Várkonyi András        |
| 1999 | Egy bátor ember                            | One Man's Hero                                  | Gaine százados                            | Kiss Gábor             |
| 2000 |                                            | Sleep Easy, Hutch Rimes                         | Dewey Wise                                |                        |
| 2000 |                                            | Bossa Nova                                      | Trevor                                    |                        |
| 2000 |                                            | The Operator                                    | Doc                                       |                        |
| 2000 | Mementó                                    | Memento                                         | Sammy Jankis                              | Konrád Antal           |
| 2000 |                                            | Stanley's Gig                                   | Abe Cohen                                 |                        |
| 2001 | Zsaroló a zsánerem                         | The Prime Gig                                   | Mick                                      |                        |
| 2001 | Eszement Freddy                            | Freddy Got Fingered                             | Neil nagybácsi                            |                        |
| 2002 |                                            | Love Liza                                       | Tom Bailey                                |                        |
| 2002 | A házimaci                                 | The Country Bears                               | Norbert Barrington                        | Forgács Gábor          |
| 2002 | Adaptáció (törölt jelenet)                 | Adaptation                                      | Steve Neely ranger                        |                        |
| 2002 | Döbbenet                                   | Ritual                                          | Dr. Javitz                                | Kiss Gábor             |
| 2003 | Nemzetbiztonság Bt.                        | National Security                               | Billy Narthax                             | Bácskai János          |
| 2003 | Flört a fellegekben                        | View from the Top                               | Frank Thomas                              |                        |
| 2003 | Nem férek a bőrödbe                        | Freaky Friday                                   | Mr. Elton Bates                           | Rudas István           |
| 2003 |                                            | Frankie and Johnny Are Married                  | Murray Mintz                              |                        |
| 2004 | Nyerj egy randit Tad Hamiltonnal!          | Win a Date with Tad Hamilton!                   | George Ruddy                              | Várday Zoltán          |
| 2004 | Garfield                                   | Garfield: The Movie                             | Happy Chapman / Walter J. Chapman         | Benedek Miklós         |
| 2004 | Magánürügy                                 | Little Black Book                               | Carl                                      | Barbinek Péter         |
| 2004 |                                            | Debating Robert Lee                             | bíró                                      |                        |
| 2005 | Beépített szépség 2. – Csábítunk és védünk | Miss Congeniality 2: Armed and Fabulous         | Tom Abernathy                             | Áron László            |
| 2005 | Robotok                                    | Robots                                          | Nagyszájú vezetőségi tag / Forge (hangja) |                        |
| 2005 |                                            | Stephen Tobolowsky's Birthday Party             | önmaga                                    |                        |
| 2005 |                                            | Living 'til the End                             | Dr. Shaw                                  |                        |
| 2006 | A Big Foot expedíció (Lábnyomok)           | The Sasquatch Gang                              | Ernie Dalrymple                           | Bácskai János          |
| 2006 | Anyám nyakán                               | Failure to Launch                               | Bud                                       | Maróti Gábor           |
| 2006 | Az élet ritmusa                            | Pope Dreams                                     | Carl Venable                              |                        |
| 2006 | Vak-randi                                  | Blind Dating                                    | Dr. Perkins                               | Kapácsy Miklós         |
| 2006 |                                            | National Lampoon's Totally Baked: A Potumentary | Jesco Rollins                             |                        |
| 2007 | Faterok motoron                            | Wild Hogs                                       | Charley                                   | Borbiczki Ferenc       |
| 2007 |                                            | Boxboarders!                                    | Dr. Stephen James                         |                        |
| 2007 |                                            | Loveless in Los Angeles                         | Jon                                       |                        |
| 2008 | Csodára várva                              | The Rainbow Tribe                               | Sands igazgató                            | Beratin Gábor          |
| 2008 | Beethoven nagy áttörése                    | Beethoven's Big Break                           | Sal DeMarco                               | Schnell Ádám           |
| 2009 | Az időutazó felesége                       | The Time Traveler's Wife                        | Dr. Kendrick                              | Kassai Károly          |
| 2010 | Élve eltemetve                             | Buried                                          | Alan Davenport (hangja)                   | Rosta Sándor           |
| 2010 |                                            | Peep World                                      | Ephraim                                   |                        |
| 2011 | Ne csókold meg a menyasszonyt!             | You May Not Kiss the Bride                      | vízvezeték-szerelő                        |                        |
| 2011 |                                            | The Last Ride                                   | Ray                                       |                        |
| 2012 |                                            | A Little Something on the Side (rövidfilm)      | Larry                                     |                        |
| 2012 | Lorax                                      | The Lorax                                       | Ubb nagybácsi (hangja)                    | Kerekes József         |
| 2012 |                                            | Pearblossom Hwy                                 | Rick Lawler                               |                        |
| 2014 |                                            | The Barber                                      | Gary Hardaway rendőrfőnök                 |                        |
| 2014 | Mr. Peabody és Sherman kalandjai           | Mr. Peabody & Sherman                           | Purdy igazgató (hangja)                   | Magyar Attila          |
| 2014 |                                            | Atlas Shrugged Part III                         | Dr. Hugh Akston                           |                        |
| 2014 |                                            | Christian Mingle                                | Douglas McCarver                          |                        |
| 2015 |                                            | Hollywood Adventures                            | Wronald Wright                            |                        |
| 2016 |                                            | Welcome to the Men's Group                      | Carl                                      |                        |
| 2016 |                                            | Six LA Love Stories                             | John Dobler professzor                    |                        |
| 2016 | Kalandos hétvége                           | The Confirmation                                | Lyons atya                                | Várkonyi András        |
| 2016 |                                            | Guys and Girls Can't Be Friends                 | Andy                                      |                        |
| 2017 | Scooby-Doo! Hajsza a vadnyugaton           | Scooby-Doo! Shaggy's Showdown                   | Andy Gunderson (hangja)                   | Holl Nándor            |
| 2017 |                                            | Mamaboy                                         | Weld tiszteletes                          |                        |
| 2018 |                                            | Strange Nature                                  | Paulson polgármester                      |                        |
| 2018 |                                            | Monsters At Large                               | Mr. Phillips                              |                        |
| 2019 | Megrepedve                                 | Fractured                                       | Dr. Berthram                              |                        |
| 2023 |                                            | Poolman                                         | Stephen Toronkowski / Blanche             |                        |
| 2023 | Karácsonyi fénytusa                        | Candy Cane Lane                                 | Mr. Benedetto                             |                        |
| 2025 | Már megint nem férek a bőrödbe             | Freakier Friday                                 | Mr. Elton Bates                           | Rosta Sándor           |

### Televízió

#### Tévéfilm
| Év   | Magyar cím                                | Eredeti cím                                   | Szerep                         | Magyar hang     |
| ---- | ----------------------------------------- | --------------------------------------------- | ------------------------------ | --------------- |
| 1983 |                                           | Cocaine and Blue Eyes                         | hivatalnok                     |                 |
| 1989 |                                           | Roe vs. Wade                                  | Darryl Horwood                 |                 |
| 1990 | Az utolsó légijárat                       | Last Flight Out                               | Dr. Timothy Brandon            |                 |
| 1991 | Sárkánytűz                                | Tagget                                        | Al Hentz                       | Uri István      |
| 1991 | Összetört álmok                           | The Marla Hanson Story                        | védőügyvéd                     | Papp János      |
| 1991 | Gyilkos gyógyír                           | Deadly Medicine                               | Ron Sutton                     |                 |
| 1991 | Perry Mason – A veszélyes gengszter esete | Perry Mason: The Case of the Maligned Mobster | Phil Baranski őrmester         |                 |
| 1993 |                                           | When Love Kills: The Seduction of John Hearn  | Keefe nyomozó                  |                 |
| 1996 | Éjféli látogatók                          | Night Visitors                                | Taylor                         |                 |
| 1999 |                                           | Don't Look Under the Bed                      | Michael McCausland             |                 |
| 2000 | Az idegenek dühe                          | Alien Fury: Countdown to Invasion             | B.J. McQueen                   | Varga T. József |
| 2001 | Amíg világ a világ                        | The Day the World Ended                       | Ed Turner igazgató             |                 |
| 2001 | Black River – A város fogva tart          | Black River                                   | Tom Thompson polgármester      |                 |
| 2005 | McBride: Az orvos is ember                | McBride: The Doctor Is Out... Really Out      | Harry Evers                    |                 |
| 2006 | A fény völgye                             | The Valley of Light                           | Littleberry Davis              | Bácskai János   |
| 2006 |                                           | American Men                                  | Sterling Moss                  |                 |
| 2013 | Toy Story – Terror!                       | Toy Story: Terror!                            | Ron, a motel vezetője (hangja) | Csankó Zoltán   |
| 2014 | Hello Ladies: A mozifilm                  | Hello Ladies: The Movie                       | Alan                           | Barbinek Péter  |
| 2018 |                                           | The Goldbergs: 1990-Something                 | Ball igazgató                  |                 |
| 2022 | Karácsonyi őrület                         | Haul Out the Holly                            | Ned                            |                 |
| 2023 | Karácsonyi őrület: Fényeket fel!          | Haul Out the Holly: Lit Up                    | Ned                            |                 |

#### Sorozat
| Év        | Magyar cím                                       | Eredeti cím                          | Szerep                                 | Megjegyzések                                                        |
| --------- | ------------------------------------------------ | ------------------------------------ | -------------------------------------- | ------------------------------------------------------------------- |
| 1985      |                                                  | Alice                                | Caveman Carl                           | 1 epizód                                                            |
| 1985      |                                                  | Knots Landing                        | Steve Comiskey                         | 1 epizód                                                            |
| 1985      |                                                  | Falcon Crest                         | Doktor                                 | 1 epizód                                                            |
| 1985      | Cagney és Lacey                                  | Cagney & Lacey                       | Russell Phelps                         | 1 epizód                                                            |
| 1985      | Dutyi dili                                       | Stir Crazy                           | kereskedő                              | 1 epizód                                                            |
| 1986      |                                                  | Designing Women                      | Boyd                                   | 1 epizód                                                            |
| 1986      |                                                  | 227                                  | professzor                             | 1 epizód                                                            |
| 1987      |                                                  | The Days and Nights of Molly Dodd    | Alex                                   | 1 epizód                                                            |
| 1989      |                                                  | L.A. Law                             | Dr. Michael Segal                      | 1 epizód                                                            |
| 1989      |                                                  | Lifestories                          | Josh Gant                              | 1 epizód                                                            |
| 1991      | Seinfeld                                         | Seinfeld                             | Tor                                    | 1 epizód                                                            |
| 1991      |                                                  | Down Home                            | Honis                                  | 1 epizód                                                            |
| 1991      |                                                  | Baby Talk                            | Dr. Ezra Farr                          | 1 epizód                                                            |
| 1993      | Kisvárosi rejtélyek                              | Picket Fences                        | Ben Sasha                              | 1 epizód                                                            |
| 1993      |                                                  | Civil Wars                           | Eugene Paxton                          | 1 epizód                                                            |
| 1993      |                                                  | Café Americain                       | Roger                                  | 1 epizód                                                            |
| 1993      |                                                  | Against the Grain                    | Niles Hardeman                         | visszatérő szerep                                                   |
| 1994      |                                                  | Harts of the West                    | Dave volt főnöke                       | 1 epizód                                                            |
| 1994      |                                                  | Blue Skies                           | Oak                                    | főszereplő (8 epizód)                                               |
| 1995      |                                                  | Dweebs                               | Karl                                   | főszereplő                                                          |
| 1995      |                                                  | A Whole New Ballgame                 | Dr. Warner Brakefield                  | 2 epizód                                                            |
| 1995      | Chicago Hope kórház                              | Chicago Hope                         | Dr. Ted Joseph                         | 2 epizód                                                            |
| 1996      |                                                  | The Home Court                       | Jeffrey Solomon                        | 1 epizód                                                            |
| 1996      | A Kaméleon                                       | The Pretender                        | Dr. Alan Trader                        | 1 epizód                                                            |
| 1996      | Buffy, a vámpírok réme                           | Buffy the Vampire Slayer             | Flutie igazgató                        | próbaepizód, nem került adásba                                      |
| 1996–1997 |                                                  | Mr. Rhodes                           | Ray Heary                              | főszereplő                                                          |
| 1997      |                                                  | The Drew Carey Show                  | tanácsnok                              | 1 epizód                                                            |
| 1997      |                                                  | The Naked Truth                      | Vincent Hartford                       | 1 epizód                                                            |
| 1997      |                                                  | Murder One                           | Dr. Andross                            | 3 epizód                                                            |
| 1997      | Az ígéret földje                                 | Promised Land                        | Fred Argyle                            | 1 epizód                                                            |
| 1998      |                                                  | The Closer                           | Phil                                   | 1 epizód                                                            |
| 1998      | Herkules                                         | Hercules                             | Numericles (hangja)                    | 1 epizód                                                            |
| 1998      | Szeleburdi Susan                                 | Suddenly Susan                       | Dr. Gerken                             | 1 epizód                                                            |
| 1998      | Az igazságosztó                                  | Vengeance Unlimited                  | Bob Laird polgármester                 | - 1 epizód - magyar hangja: - Csuha Lajos                           |
| 1998–2000 | Sírig tartó barátság                             | Any Day Now                          | Mr. Brinkman                           | 2 epizód                                                            |
| 1999      | Megőrülök érted                                  | Mad About You                        | Hocksacker igazgató                    | 1 epizód                                                            |
| 1999      | Ügyvédek                                         | The Practice                         | Clyde Burrows                          | 1 epizód                                                            |
| 1999      | Azok a 70-es évek show                           | That '70s Show                       | a professzor                           | 1 epizód                                                            |
| 1999      | Két pasi meg egy csajszi                         | Two Guys and a Girl                  | Viteri atya                            | 1 epizód                                                            |
| 1999      | Hatosfogat                                       | Odd Man Out                          | Alan Carlson                           | 1 epizód                                                            |
| 1999      |                                                  | Snoops                               | Michael Bench                          | 3 epizód                                                            |
| 2000      |                                                  | Manhattan, AZ                        | Dr. Bob                                | visszatérő szerep                                                   |
| 2000      |                                                  | Buzz Lightyear of Star Command       | Gil (hangja)                           | 1 epizód                                                            |
| 2000      | Édes élet olasz módra                            | That's Life                          | Roger Robinson tanácsadó               | 1 epizód                                                            |
| 2001      | Roswell                                          | Roswell                              | Julius Walters                         | 1 epizód                                                            |
| 2001      | Pénz, pénz, pénz                                 | Bull                                 | Mr. Siegel                             | 1 epizód                                                            |
| 2001      | Texas királyai                                   | King of the Hill                     | Dr. Benson / Burt Halverstrom (hangja) | 1 epizód                                                            |
| 2001      |                                                  | Off Centre                           | Milt Flack                             | 1 epizód                                                            |
| 2001      |                                                  | The Lone Gunmen                      | Adam Burgess                           | 1 epizód                                                            |
| 2002      | Már megint Malcolm                               | Malcolm in the Middle                | Mr. Fisher                             | 1 epizód                                                            |
| 2002      | Esküdt ellenségek: Bűnös szándék                 | Law & Order: Criminal Intent         | Jim Halliwell                          | 1 epizód                                                            |
| 2002      | Játszd újra, Joel!                               | Do Over                              | Mr. Meyers                             | 1 epizód                                                            |
| 2003      | Las Vegas                                        | Las Vegas                            | Donny Rollins                          | 1 epizód                                                            |
| 2003      | Kingpin                                          | Kingpin                              | Dr. Klein ügyvédje                     | minisorozat (1 epizód)                                              |
| 2003      |                                                  | Oliver Beene                         | Bob                                    | 1 epizód                                                            |
| 2003      | Holtsáv                                          | The Dead Zone                        | Dr. Jim Pratt                          | 1 epizód                                                            |
| 2003–2005 | CSI: Miami helyszínelők                          | CSI: Miami                           | Don Haffman helyettes államügyész      | visszatérő szerep (5 epizód)                                        |
| 2004      | Will és Grace                                    | Will and Grace                       | Ned Weathers                           | 1 epizód                                                            |
| 2004      | Minden relatív                                   | It's All Relative                    | Roy                                    | 1 epizód                                                            |
| 2004      | Az elnök emberei                                 | The West Wing                        | Dr. Max Milkman                        | 1 epizód                                                            |
| 2004      | Rém rendetlen család                             | Complete Savages                     | Mr. Frehley                            | 1 epizód                                                            |
| 2004      |                                                  | Married to the Kellys                | Henry Conway                           | 1 epizód                                                            |
| 2004      | Jim szerint a világ                              | According to Jim                     | Dr. Ted                                | 1 epizód                                                            |
| 2005      | Amerikai sárkány                                 | American Dragon: Jake Long           | Stan Lipkowski (hangja)                | 2 epizód                                                            |
| 2005      | Félig üres                                       | Curb Your Enthusiasm                 | Len Dunkel                             | 1 epizód                                                            |
| 2005      | A főnök                                          | The Closer                           | James Bloom                            | 1 epizód                                                            |
| 2005      |                                                  | Reba                                 | bíró                                   | 1 epizód                                                            |
| 2005–2006 | Deadwood                                         | Deadwood                             | Hugo Jarry                             | visszatérő szerep (9 epizód)                                        |
| 2006      | Szellemekkel suttogó                             | Ghost Whisperer                      | Dr. Edward                             | 1 epizód                                                            |
| 2006      |                                                  | Night Stalker                        | Titus Berry                            | 1 epizód                                                            |
| 2006      | Született feleségek                              | Desperate Housewives                 | Bud Penrod                             | 1 epizód                                                            |
| 2006–2007 | Násznap                                          | Big Day                              | The Garf                               | visszatérő szerep (5 epizód)                                        |
| 2007      | John Cincinattiból                               | John From Cincinnati                 | Mark Lewinsky                          | 3 epizód                                                            |
| 2007      | Törtetők                                         | Entourage                            | Beverly Hills polgármestere            | 1 epizód                                                            |
| 2007      | Boston Legal – Jogi játszmák                     | Boston Legal                         | Dr. Alvin Azinabinacroft               | 1 epizód                                                            |
| 2007      | A színfalak mögött                               | Studio 60 on the Sunset Strip        | Joe                                    | 1 epizód                                                            |
| 2007      | Áldott jó nyomozó                                | Raines                               | Wally Anderson                         | 1 epizód                                                            |
| 2007–2008 | Hősök                                            | Heroes                               | Bob Bishop                             | visszatérő szerep (11 epizód)                                       |
| 2008      | CSI: A helyszínelők                              | CSI: Crime Scene Investigation       | Spencer Freiberg                       | 1 epizód                                                            |
| 2008      |                                                  | Rita Rocks                           | Bill Bowman                            | 1 epizód                                                            |
| 2009      | Christine kalandjai                              | The New Adventures of Old Christine  | James Merrow igazgató                  | 2 epizód                                                            |
| 2009–2011 | Glee – Sztárok leszünk!                          | Glee                                 | Sandy Ryerson                          | - visszatérő szerep (8 epizód) - magyar hangja: - Haás Vander Péter |
| 2010      |                                                  | The Sarah Silverman Program          | Bill Fantastimart                      | 1 epizód                                                            |
| 2010      | True Jackson, VP                                 | True Jackson, VP                     | Lars Balthazar                         | 1 epizód                                                            |
| 2010      | Esküdt ellenségek: Különleges ügyosztály         | Law & Order: Special Victims Unit    | Edwin Adelson                          | 1 epizód                                                            |
| 2011      | Balfékek                                         | Community                            | Peter Sheffield professzor             | 1 epizód                                                            |
| 2011      | Jog/Ászok                                        | The Defenders                        | Gelineau bíró                          | 1 epizód                                                            |
| 2011      | Pound Puppies: Kutyakölyköt minden kiskölyöknek! | Pound Puppies                        | Mr. Geekman (hangja)                   | 1 epizód                                                            |
| 2011–2014 | Kaliforgia                                       | Californication                      | Stu Beggs                              | főszereplő (30 epizód)                                              |
| 2012      |                                                  | Work It                              | Dr. David Deutsch                      | 1 epizód                                                            |
| 2012–2013 | A törvény embere                                 | Justified                            | Jerry Barkley FBI-ügynök               | 3 epizód                                                            |
| 2012–2016 |                                                  | The Mindy Project                    | Marc Shulman                           | 4 epizód                                                            |
| 2014–2023 | A Goldberg család                                | The Goldbergs                        | Earl Ball igazgató                     | visszatérő szerep (43 epizód)                                       |
| 2014      | Barátaim jobb élete                              | Friends with Better Lives            | Dr. Adleman                            | 1 epizód                                                            |
| 2014      |                                                  | The Hotwives                         | Phil                                   | visszatérő szerep                                                   |
| 2015      | Rémálomgyár                                      | Big Time in Hollywood, FL            | Alan Dolfe                             | - főszereplő - magyar hangja: - Varga T. József                     |
| 2015      |                                                  | Dr. Ken                              | Joe                                    | 1 epizód                                                            |
| 2015      | Kúria                                            | Another Period                       | Thomas Edison                          | 1 epizód                                                            |
| 2016      | Még mindig Bír-lak                               | Fuller House                         | Mr. Gerald                             | 1 epizód                                                            |
| 2016      |                                                  | Blunt Talk                           | Daniel Rudolph                         | 1 epizód                                                            |
| 2016–2017 | Szilícium-völgy                                  | Silicon Valley                       | Jack Barker                            | 13 epizód                                                           |
| 2016–2017 | Justice League Action                            | Justice League Action                | Martin Stein (hangja)                  | visszatérő szerep (10 epizód)                                       |
| 2017      | Színtiszta siker                                 | White Famous                         | Stu Beggs                              | 3 epizód                                                            |
| 2017      | Medvetesók                                       | We Bare Bears                        | Stephen (hangja)                       | 1 epizód                                                            |
| 2017–2020 |                                                  | One Day at a Time                    | Dr. Berkowitz                          | főszereplő (46 epizód)                                              |
| 2017–2024 | A Lármás család                                  | The Loud House                       | Huggins igazgató (hangja)              | visszatérő szerep (12 epizód)                                       |
| 2018      | Esküdt ellenségek: Különleges ügyosztály         | Law & Order: Special Victims Unit    | Kayman ügyvéd                          | 1 epizód                                                            |
| 2019      |                                                  | The Cool Kids                        | Leonard                                | 1 epizód                                                            |
| 2019      |                                                  | Live in Front of a Studio Audience   | Harry Bentley                          | különkiadás                                                         |
| 2019      | Zöld sonka és zöld tojás                         | Green Eggs and Ham                   | Chad (hangja)                          | 1 epizód                                                            |
| 2019      |                                                  | The Epic Tales of Captain Underpants | Creepy Rattlechains (hangja)           | 1 epizód                                                            |
| 2019–2020 |                                                  | Schooled                             | Earl Ball                              | visszatérő szerep (9 epizód)                                        |
| 2019–2022 | Kutyapajtik                                      | Puppy Dog Pals                       | Chip (hangja)                          | 2 epizód                                                            |
| 2020      | Villámmacskák akcióban                           | ThunderCats Roar                     | Driller (hangja)                       | 1 epizód                                                            |
| 2020–2021 | Archer                                           | Archer                               | Robert (hangja)                        | 8 epizód                                                            |
| 2022      | Grace és Frankie                                 | Grace and Frankie                    | Allen                                  | 1 epizód                                                            |
| 2023      | Az igazi Lármás család                           | The Really Loud House                | Walter Phillipini                      | 2 epizód                                                            |
| 2023      | Animánia                                         | Animaniacs                           | helyi DJ (hangja)                      | 2 epizód                                                            |
| 2023–2024 |                                                  | Lopez vs Lopez                       | Sam Van Bryan                          | 2 epizód                                                            |
| 2024      | Bármit, csak ezt ne                              | Nobody Wants This                    | Cohen rabbi                            | - 4 epizód - magyar hangja: - Pálfai Péter                          |
| 2024      | Őrület                                           | The Madness                          | Don Sloss Sr.                          | minisorozat (1 epizód)                                              |
| 2024      | Hacks – A pénz beszél                            | Hacks                                | Henry Weeks                            | 1 epizód                                                            |

## Fordítás
- Ez a szócikk részben vagy egészben  a   Stephen Tobolowsky című angol Wikipédia-szócikk ezen változatának fordításán alapul.  Az eredeti cikk szerkesztőit annak laptörténete sorolja fel. Ez a jelzés csupán a megfogalmazás eredetét és a szerzői jogokat jelzi, nem szolgál a cikkben szereplő információk forrásmegjelöléseként.